# Şişli
Şişli ist eine Stadtgemeinde (Belediye) im gleichnamigen Ilçe (Landkreis) der Provinz Istanbul in der türkischen Marmararegion und gleichzeitig ein Stadtbezirk der 1984 gebildeten Büyükşehir belediyesi İstanbul (Großstadtgemeinde/Metropolprovinz). Şişli liegt auf der europäischen Seite der Großstadt und ist seit der Gebietsreform ab 2013 flächen- und einwohnermäßig identisch mit dem Landkreis.

## Geografie
Der Kreis/Stadtbezirk wird von Beşiktaş im Osten, Sarıyer im Norden, Eyüp und Kağıthane im Westen, und Beyoğlu im Süden begrenzt. Auf der Rangliste der bevölkerungsreichsten Kreise/Stadtbezirke belegt Şişli Platz 30 von 39.

## Verwaltung
Der Kreis wurde 1954 (Gesetz Nr. 6324) gebildet, 1987 verlor er mehr als die Hälfte seiner Bevölkerung an den neugebildeten Kreis Kağıthane. Ende 2012 bestand der Kreis nur noch aus der Kreisstadt, die in 25 Mahalle (Stadtviertel/Ortsteile) unterteilt wurde. Ihnen steht seit der Verwaltungsreform 2013/2014 ein Muhtar als oberster Beamter vor.
Ende 2020 lebten durchschnittlich 10.672 Menschen in jedem Mahalle, 22.566 Einw. im bevölkerungsreichsten (Gülbahar Mah.), dicht gefolgt von Mecidiyeköy Mah. mit 20.391 Einw.

## Bevölkerung
Die linke Tabelle zeigt die Ergebnisse der Volkszählungen, die E-Books der Originaldokumente entnommen wurden. Diese können nach Suchdateneingabe von der Bibliotheksseite des TÜIK heruntergeladen werden.
Die rechte Tabelle zeigt die Bevölkerungsfortschreibung des Kreises/Stadtbezirks Şişli. Die Daten wurden durch Abfrage über das MEDAS-System des Türkischen Statistikinstituts TÜIK nach Auswahl des Jahres und der Region ermittelt.
| Volkszählungsergebnisse | Volkszählungsergebnisse | Volkszählungsergebnisse | Volkszählungsergebnisse |
| Jahr                    | Kreis                   | Şişli                   |                         |
| ----------------------- | ----------------------- | ----------------------- | ----------------------- |
| 1940                    |                         | 43.258                  |                         |
| 1945                    |                         | 50.446                  |                         |
| 1955                    | 125.554                 | 120.811                 |                         |
| 1960                    | 181.402                 | 157.744                 |                         |
| 1965                    | 268.143                 | 208.128                 |                         |
| 1970                    | 365.621                 | 250.605                 |                         |
| 1975                    | 440.572                 | 270.577                 |                         |
| 1980                    | 467.685                 | 282.471                 |                         |
| 1985                    | 526.526                 | 526.526                 |                         |
| 1990                    | 250.478                 | 250.478                 |                         |
| 2000                    | 270.674                 | 270.674                 |                         |
| Fortschreibungsergebnisse | Fortschreibungsergebnisse | Fortschreibungsergebnisse | Fortschreibungsergebnisse |
| Jahr                      | Einwohner                 | Rang                      |                           |
| ------------------------- | ------------------------- | ------------------------- | ------------------------- |
| 2007                      | 314.684                   | 18                        |                           |
| 2008                      | 312.666                   | 20                        |                           |
| 2009                      | 316.058                   | 19                        |                           |
| 2010                      | 317.337                   | 19                        |                           |
| 2011                      | 320.763                   | 19                        |                           |
| 2012                      | 318.217                   | 19                        |                           |
| 2013                      | 274.420                   | 25                        |                           |
| 2014                      | 272.380                   | 25                        |                           |
| 2015                      | 274.017                   | 26                        |                           |
| 2016                      | 272.803                   | 27                        |                           |
| 2017                      | 274.196                   | 27                        |                           |
| 2018                      | 274.289                   | 26                        |                           |
| 2019                      | 279.817                   | 27                        |                           |
| 2020                      | 266.793                   | 30                        |                           |

## Geschichte

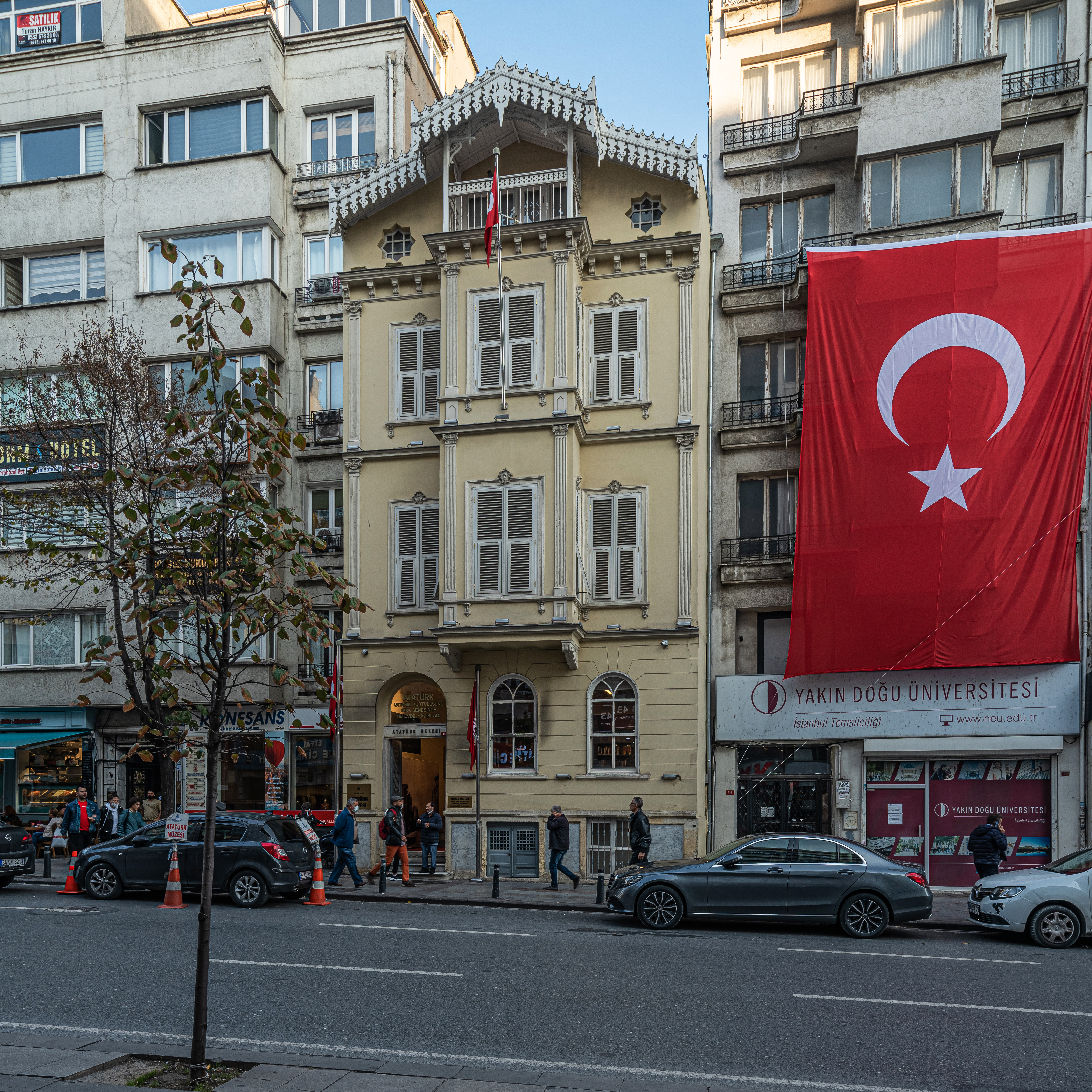
Atatürk-Museum in Zentral-Şişli

Bis 1800 lag Şişli auf dem offenen Land, genutzt für die Jagd, Landwirtschaft und als letzte Ruhestätte der Städter. Noch heute gibt es eine Anzahl von Friedhöfen. In den letzten Jahren des Osmanischen Reiches und in den ersten Jahren der Republik (spätes 19./frühes 20. Jahrhundert) entwickelte sich Şişli zu einem Bezirk der Mittelschicht. Französische Kultur hatte den größten Einfluss zu dieser Zeit und die großen Avenuen erhielten einen europäischen Stil. Große Steingebäude mit hoher Geschosshöhe und eisernen Balkonen im Jugendstil und kleinen Liften innerhalb der Treppenanlagen sind dafür charakteristisch. Die im Handel tätige Mittelklasse bestand aus Juden, Griechen, Armeniern und Türken. Die meisten Häuser wurden nach einem großen Feuer im Bezirk Beyoğlu 1870 errichtet. Noch heute leben Istanbuls Armenier im Viertel Kurtuluş von Şişli. Attraktiv wurde das Gebiet für Kaufmannsfamilien aus der Levante. Aber auch Familien aus dem zerfallenen Osmanischen Reich zogen aus Griechenland und dem Balkan nach Şişli. Im späten 19. Jahrhundert war Şişli einer der ersten Stadtteile, die Straßenbahnlinien, Elektrizität und Gasversorgung erhielten. Das Waisenhaus von Darülaceze, die Armenische Privatschule Pangaltı, das Surp-Agop-Krankenhaus und das große Şişli-Etfal-Krankenhaus wurden in dieser Periode erbaut, auch bekannte französische Schulen wie Saint-Michel und Notre Dame de Sion.
Nach der Gründung der Türkischen Republik in den 1920er Jahren wurden immer größere Gebäude entlang der breiten Boulevards errichtet, wie zum Beispiel der Halaskargazi Caddesi, der mitten durch Şişli führenden Hauptstraße, mit ihren kleinen Arkaden und Läden unterhalb von Wohn- und Büroanlagen. Auch in republikanischer Zeit war das Viertel von der Mittelschicht bewohnt, von Kaufleuten, aber auch von Schriftstellern und Dichtern. In Şişli entstanden Theater, Cafés und andere kulturelle Einrichtungen. Das Hilton Hotel wurde in den 1950er Jahren errichtet. Viele andere Hotels folgten.
Seit den 1950er Jahren begann die Zuwanderung von Arbeitssuchenden aus Anatolien. In den meisten Fällen errichteten diese provisorische Behausungen auf unbeanspruchtem oder in staatlichem Besitz stehendem Land, die so genannten Gecekondus. Viele der Zugewanderten siedelten im nördlichen Teil von Şişli, insbesondere im Stadtteil Mecidiyeköy. Nachdem die reicheren Bewohner aus dem zentralen Şişli mehr nach Norden gezogen sind, werden die großen Gebäude entlang der Boulevards zunehmend durch Büros, Banken und Einkaufszentren genutzt. Seit den 1970er Jahren wurden die meisten älteren Gebäude durch neuere Mehrzweckgebäude ersetzt. Die Nebenstraßen behielten weiterhin Wohncharakter.

## Der Stadtbezirk heute
Şişli gehörte heute zu den attraktivsten Wohn-, Geschäfts- und Einkaufsvierteln Istanbuls, allerdings bestehen innerhalb des Bezirks große soziale Unterschiede. Im Norden Şişlis leben viele Arbeiterfamilien und Studenten, inzwischen ist auch ein Großteil dieses Gebietes ein Wohnviertel der Mittelschicht. Wie in den meisten Teilen Istanbuls verändert die vermehrte Anzahl von Menschen, die in den Häuserblocks wohnen und arbeiten, die bestehende Infrastruktur; so herrscht vor allem ein großer Mangel an Parkplätzen und der Verkehr kommt zur Hauptverkehrszeit zum Stillstand. Für die Einwohner von Şişli steht eine Vielzahl von Läden, Cafés, Kneipen und anderen Annehmlichkeiten zur Verfügung. Im Stadtbezirk befindet sich auch das zweitgrößte Einkaufszentrum Europas, Cevahir Alışveriş Merkezi. Hinzu kommt, dass Şişlis zentrale Lage zu anderen wichtigen Teilen Istanbuls attraktiv ist. Nur im äußersten Norden besteht mit dem Viertel Kuştepe noch ein Gecekondu.

## Politik
Langjähriger Bürgermeister von Şişli war der landesweit bekannte Mustafa Sarıgül, er gründete 2020 die Türkiye Değişim Hareketi (TDP). Unter dem Slogan Smiling Happy Şişli hat er eine Kampagne initiiert, die dem früheren glamourösen Viertel ein neues Image verschaffen sollte, so wie es das luxuriöse Einkaufsviertel Nişantaşı im Süden des Stadtbezirks schon heute hat. Er ist Mitglied des Fußballvereins Galatasaray. Der Stellvertretende Bürgermeister war Vasken Barın, der armenischen Hintergrund hat. Seit 31. März 2019 ist Muammer Keskin der neue Bürgermeister von Şişli.
Der Vizebürgermeister Cemil Candas wurde nach dem Putschversuch in der Türkei 2016 von Unbekannten in seinem Büro niedergeschossen.

## Sehenswürdigkeiten
- Istanbuls Militärmuseum, welches die Kanone zeigt, die Sultan Mehmed II. bei der Belagerung Eroberung von Konstantinopel nutzte.
- Mustafa Kemal Atatürk, Gründer der modernen Türkei, lebte hier einst. Sein Haus, wo er nachweislich Pläne für die moderne Republik entwarf, ist nun ein Museum.
- Das Abide-i-Hürriyet-Freiheitsdenkmal ist ein Gedenkstein für die Soldaten, die während der Unruhen am 31. März 1909 gefallen sind (vgl. Zweite osmanische Verfassungsperiode).
- Şişli-Moschee – eine wichtige Moschee aus den 1940er Jahren an der Hauptstraße im Zentrum des Distriktes. Sie ist im osmanischen Stil errichtet.
- Teşvikiye-Moschee – Neobarock-Moschee
- Kathedrale des Heiligen Geistes – zweitgrößte katholische Kirche Istanbuls.
- Kirche Unserer Lieben Frau von Lourdes – 1861 errichtete Kirche der georgisch-katholischen Gemeinde
- Ali-Sami-Yen-Stadion – Ehemalige Spielstätte des Fußballvereins Galatasaray
- Cevahir Shopping Mall – Das zweitgrößte Einkaufszentrum in Europa.

## Persönlichkeiten
- Sümeyye Erdoğan (* 1985), Ökonomin und Tochter des türkischen Staatspräsidenten
- Cenk İldem (* 1986), Ringer
- Ferhat Öztorun (* 1987), Fußballspieler
- Hasan Ahmet Sarı (* 1992), Fußballspieler
- Hazal Şenel (* 1992), Schauspielerin
- Emre Can Coşkun (* 1994), Fußballspieler
- Burak Yörük (* 1995), Schauspieler
- Hasan Emre Yeşilyurt (* 2000), Fußballspieler